# Alfredo Davicce
Alfredo Davicce (Argentina, 17 de noviembre de 1929) fue presidente del River Plate desde 1989 hasta 1997. En ese período, el equipo se consagró campeón de la Copa Libertadores 1996 y de la Supercopa 1997, ganando también 7 campeonatos locales (entre ellos un tricampeonato entre 1996 y 1997). Licenciado en Economía y Contador Público, su vida política en River se inició apenas ingresado a los 30 años, en la década de 1960.

## Carrera dirigencial
Dirigió los destinos de River Plate entre 1989 y 1997, representando a la agrupación Cruzada de Unidad Riverplatense, con la cual logró imponerse sobre el entonces presidente Osvaldo Di Carlo, sucediéndole. Es recordado como uno de los presidentes más exitosos en la historia del club, ya que bajo su mandato tuvo lugar el período como Director Técnico de Ramón Díaz, en el que se obtuvieron dos títulos internacionales (Libertadores 1996 y Supercopa 1997) y el tricampeonato en el que se ganó sucesivamente, Apertura 1996, Clausura 1997 y Apertura 1997.
Tras finalizar su mandato como presidente (por el cual había sido reelegido en 1993), en 1997 se presentó nuevamente a elecciones, pero invirtiendo roles con su socio David Pintado, quien lo había secundado en toda su gestión como vicepresidente segundo. Tras imponerse el Frente Cruzada Riverplatense en dichas elecciones, Pintado fue consagrado presidente y Davicce asumió la vicepresidencia. Durante esta gestión, el club obtuvo el bicampeonato Apertura 1999 y Clausura 2000, recordado por la parcialidad de River Plate por haber cortado con la primera conquista, la posibilidad de que Boca Juniors conquiste el primer tricampeonato de su historia. Tras finalizar el mandato de Pintado (y por ende, la vicepresidencia de Davicce), la agrupación no presentó lista para las elecciones de 2001, siendo sucedidos por José María Aguilar.
Finalmente y tras cuatro años sin ocupar cargos públicos en el club, Davicce reapareció en la escena con el objetivo de disputarle la presidencia a Aguilar en 2005. Por primera vez y tras tres gestiones fructíferas para el club, Davicce y Pintado reaparecieron en escena, pero en forma separada, siendo Davicce candidato a presidente por la agrupación River Mundial. Finalmente, el entonces presidente Aguilar terminó siendo reelegido en su cargo, con una aplastante diferencia, al superar el 50% de los votos, mientras que Davicce alcanzó la segunda ubicación, apenas superando el 17%.

## Resultados electorales

### 1989
| Candidato                   | Candidato                   | Agrupación                          | Votos | %      |
| --------------------------- | --------------------------- | ----------------------------------- | ----- | ------ |
|                             | Alfredo Davicce             | Cruzada Unidad Riverplatense        | 2 740 | 33,90% |
|                             | Osvaldo Di Carlo            | Frente Renovador Riverplatense      | 2 640 | 32,66% |
|                             | Jorge Delfino               | MAR 25                              | 1 468 | 18,16% |
|                             | Jorge Kiper                 | Frente Único Opositor Riverplatense | 1 233 | 15,25% |
| Total de votos válidos      | Total de votos válidos      | Total de votos válidos              | 8 081 | 99,97% |
| Votos nulos y blancos       | Votos nulos y blancos       | Votos nulos y blancos               | 20    | 0,3%   |
| Total de sufragios emitidos | Total de sufragios emitidos | Total de sufragios emitidos         | 8 101 | 100%   |

### 1993
| Candidato                   | Candidato                   | Agrupación                         | Votos | %      |
| --------------------------- | --------------------------- | ---------------------------------- | ----- | ------ |
|                             | Alfredo Davicce             | Cruzada Unidad Riverplatense       | 3 901 | 61,80% |
|                             | Osvaldo Di Carlo            | Frente de la Victoria              | 1 905 | 30,18% |
|                             | Carlos Lancioni             | Agrupación Tradicional River Plate | 506   | 8,01%  |
| Total de votos válidos      | Total de votos válidos      | Total de votos válidos             | 6 312 | 99,99% |
| Votos nulos y blancos       | Votos nulos y blancos       | Votos nulos y blancos              | 7     | 0,1%   |
| Total de sufragios emitidos | Total de sufragios emitidos | Total de sufragios emitidos        | 6 319 | 100%   |

### 2005
| Candidato                   | Candidato                   | Agrupación                         | Votos | %      |
| --------------------------- | --------------------------- | ---------------------------------- | ----- | ------ |
|                             | José María Aguilar          | Frente Riverplatense de sus Socios | 3 938 | 51,96% |
|                             | Alfredo Davicce             | River Mundial                      | 1 329 | 17,54% |
|                             | David Pintado               | Triángulo Riverplatense            | 1 188 | 15,67% |
|                             | Daniel Kiper                | Unidos por River                   | 557   | 7,35%  |
|                             | Luis María Corsiglia        | River total                        | 544   | 7,18%  |
| Total de votos válidos      | Total de votos válidos      | Total de votos válidos             | 7 556 | 99,7%  |
| Votos nulos y blancos       | Votos nulos y blancos       | Votos nulos y blancos              | 23    | 0,3%   |
| Total de mesas              | Total de mesas              | Total de mesas                     | 30    | 30     |
| Total de sufragios emitidos | Total de sufragios emitidos | Total de sufragios emitidos        | 7 579 | 100%   |

## Palmarés

### Como presidente

#### Campeonatos nacionales
| Título           | Club        | País      | Año     |
| ---------------- | ----------- | --------- | ------- |
| Primera División | River Plate | Argentina | 1989/90 |
| Primera División | River Plate | Argentina | A-1991  |
| Primera División | River Plate | Argentina | A-1993  |
| Primera División | River Plate | Argentina | A-1994  |
| Primera División | River Plate | Argentina | A-1996  |
| Primera División | River Plate | Argentina | C-1997  |
| Primera División | River Plate | Argentina | A-1997  |

#### Copas internacionales
| Título                 | Club        | País      | Año  |
| ---------------------- | ----------- | --------- | ---- |
| Copa Libertadores      | River Plate | Argentina | 1996 |
| Supercopa Sudamericana | River Plate | Argentina | 1997 |